# Saint-Gonnery
Saint-Gonnery (bretonisch: Sant-Goneri; Gallo: Saent-Góneri) ist eine französische Gemeinde mit 1087 Einwohnern (Stand 1. Januar 2022) im Département Morbihan in der Region Bretagne. Sie gehört zum Gemeindeverband Pontivy Communauté.

## Geographie
Saint-Gonnery liegt im Norden des Départements Morbihan an der Grenze zum Département Côtes-d’Armor und gehört zum Pays de Pontivy.
Nachbargemeinden sind Hémonstoir im Norden, Saint-Maudan und Loudéac im Osten, Gueltas im Süden sowie Saint-Gérand-Croixanvec im Westen.   
Die wichtigste Straßenverbindung ist die D700/D768 (ehemals Route nationale 168), die quer durch die Gemeinde führt.  
Die bedeutendsten Gewässer sind der Canal de Nantes à Brest, der Fluss Oust, der Versorgungskanal Rigole d’Hilvern für den Kanal Nantes-Brest und der Bach Le Clio. Auf etlichen Kilometern bilden diese Gewässer gleichzeitig die Gemeinde- und Départementsgrenzen.

## Bevölkerungsentwicklung
| Jahr      | 1962 | 1968 | 1975 | 1982 | 1990 | 1999 | 2006 | 2019 |
| Einwohner | 776  | 771  | 791  | 865  | 865  | 943  | 1018 | 1106 |

## Geschichte
Die Gemeinde gehörte zur bretonischen Region Bro-Gwened (frz. Pays Vannetais) und innerhalb dieser Region zum Gebiet Bro Loudieg (frz. Pays de Loudéac) und teilt dessen Geschichte. Von 1793 bis zu dessen Auflösung 1801 gehörte Saint-Gonnery zum Kanton Noyal.

## Sehenswürdigkeiten
- Kirche Saint-Gonnery aus dem 17. Jahrhundert, Monument historique
- Schloss Carcado (Kercado) aus dem Jahr 1753
- Monumentalkreuz in der Rue du calvaire, Monument historique
- Haus in Ville-Perrot aus dem 17. Jahrhundert
- Lourdes-Grotte aus dem Jahr 1930
- Wassermühle in Lanrélan

Quelle:

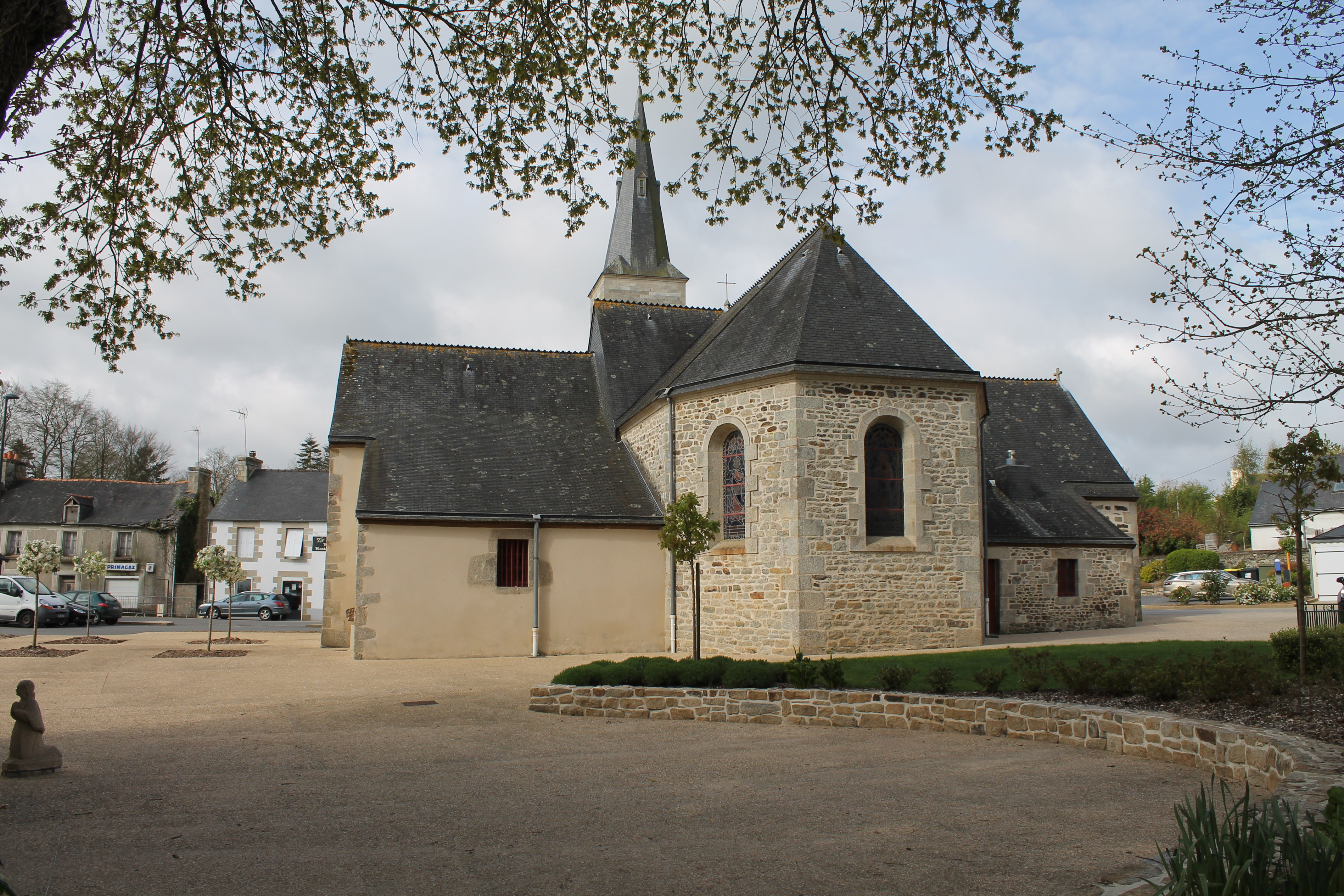
Kirche Saint-Gonnery
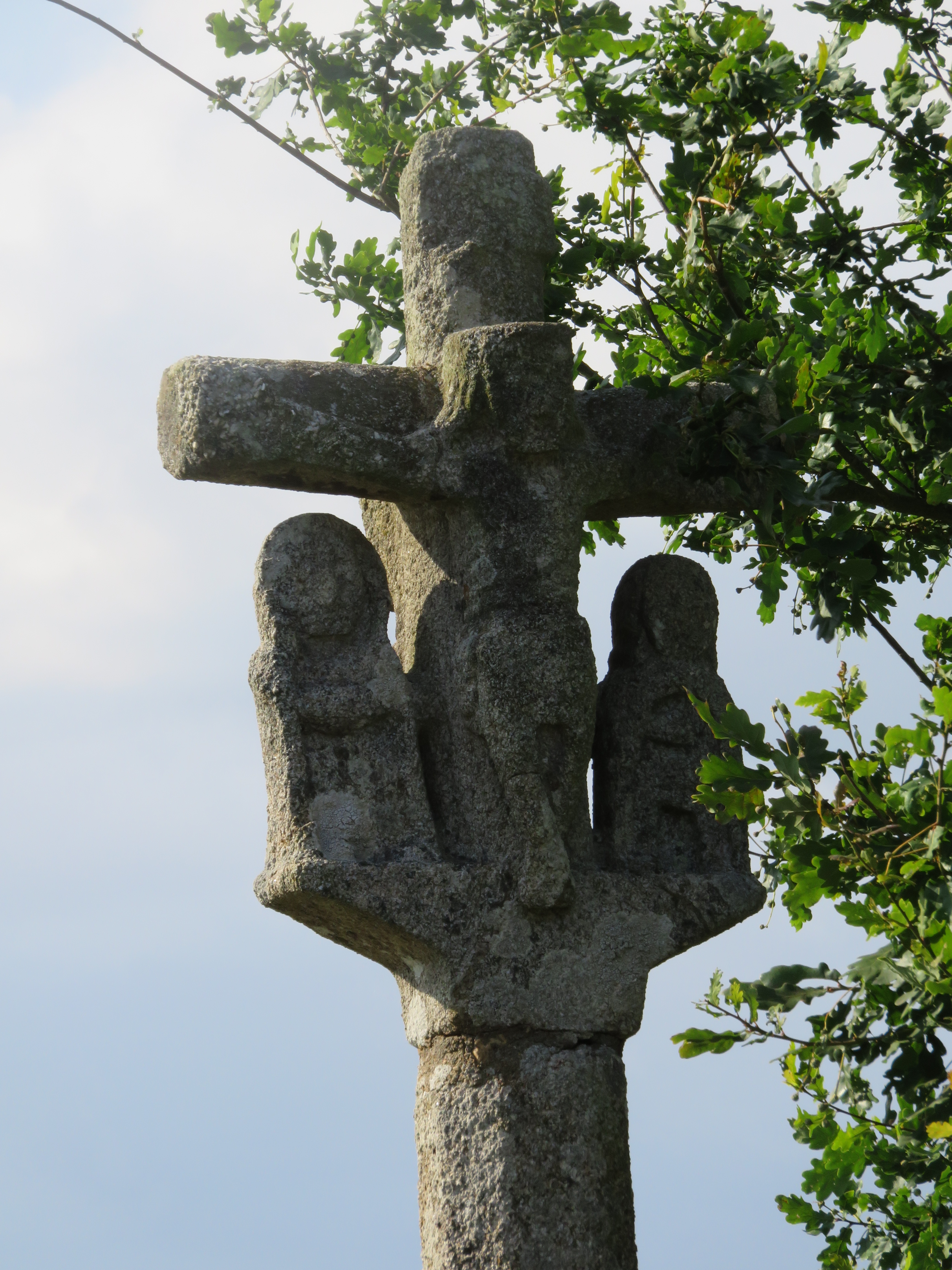
Monumentalkreuz
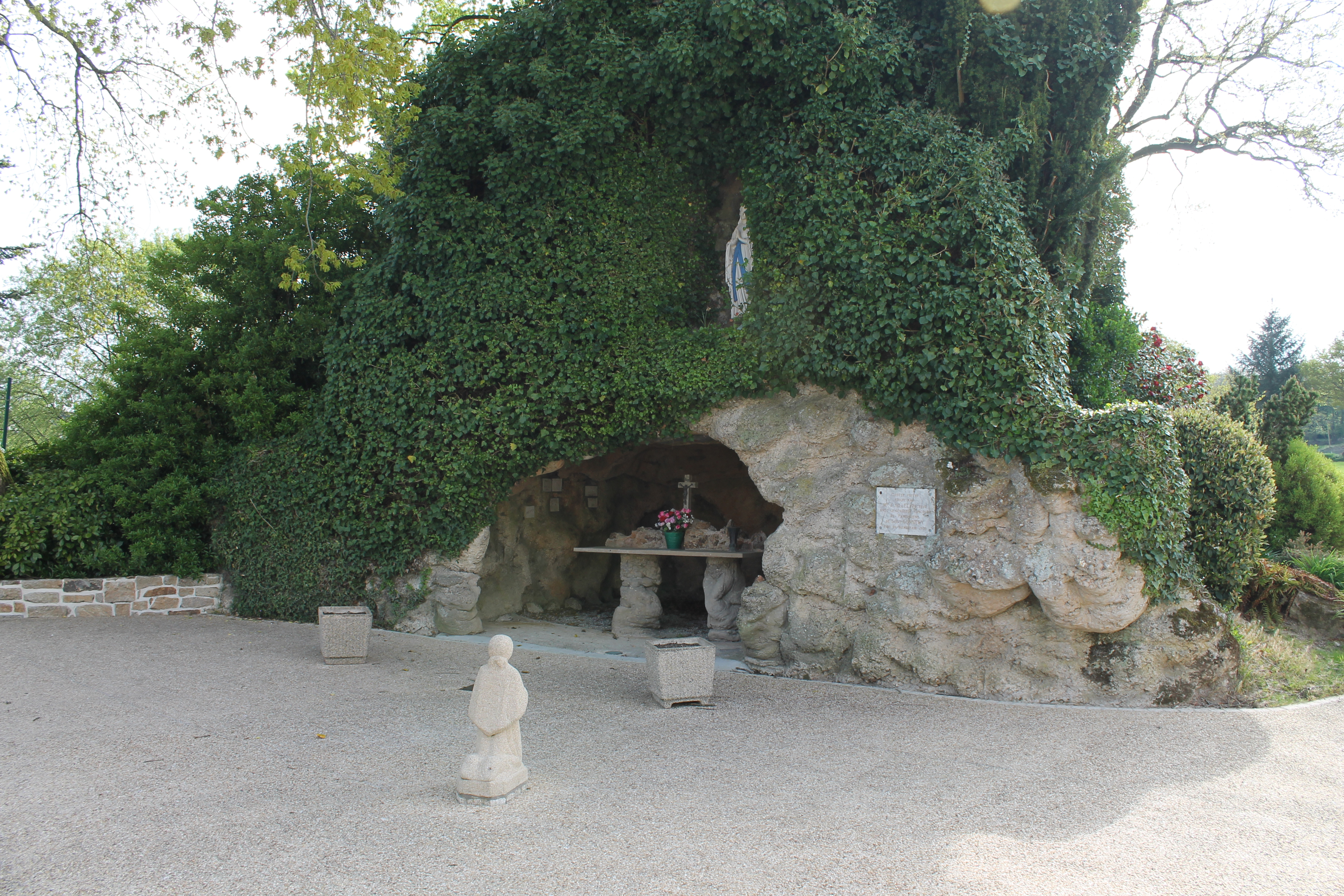
Lourdes-Grotte